# Lactobacillus helveticus
Lactobacillus helveticus è una specie di batterio appartenente alla famiglia delle Lactobacillaceae.
È utilizzato per la produzione dell'Emmental, Cheddar, Parmigiano, Grana  Padano, Pecorino Romano, provolone, e mozzarella.